# Nathalie Carpanedo

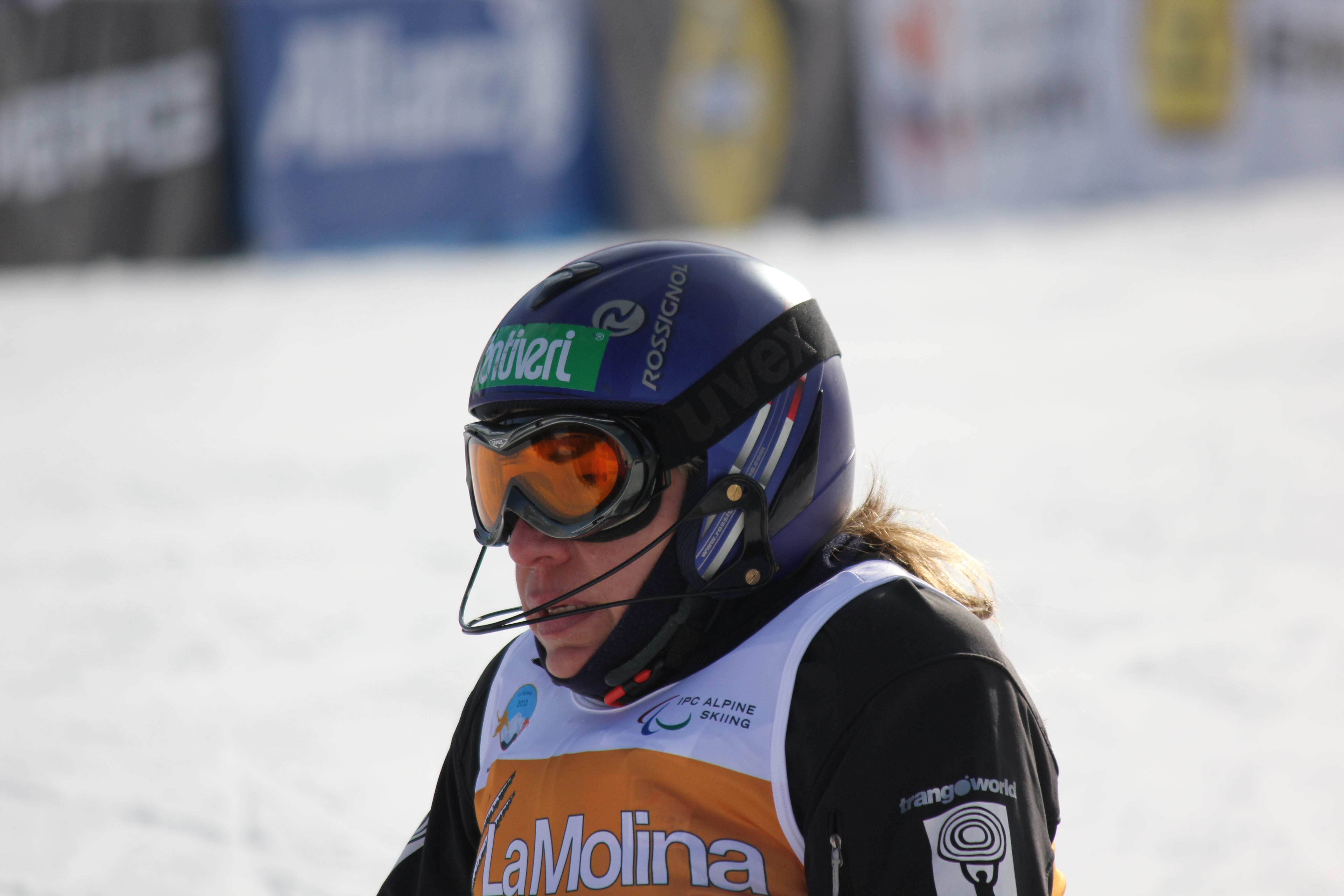
Nathalie Carpanedo.

Nathalie Carpanedo (Madrid) es una deportista española que compitió en esquí alpino adaptado. Comenzó a practicar esquí cuando tenía ocho años, y cambió al deporte adaptado en 2002 tras sufrir un accidente que le provocó una discapacidad. Cuando en 2007 los Campeonatos de España se abrieron a las mujeres en silla, Carpanedo hizo su debut nacional ese mismo año. Ha competido en diversos eventos desde 2009 incluyendo los Campeonatos de España en los que ganó dos medallas de oro en eslalon y eslalon gigante. En 2009 recibió la Real Orden del Mérito Deportivo Español. Carpanedo forma parte de la Fundación También, y fue una de las ocho miembros originales. Este equipo fue el primero femenino de esquí alpino adaptado en España. Como miembro de este equipo, entrena con Teresa Silva, Esther Peris, Mariluz del Río, Sandra Cavallé, Irene Villa y Alberto Ávila.